# Bellibos multispina
Bellibos multispina är en kräftdjursart som först beskrevs av Menzies 1962.  Bellibos multispina ingår i släktet Bellibos och familjen Eurycopidae. Inga underarter finns listade i Catalogue of Life.